# Flora-Klasse (1796)
Die Flora-Klasse war eine Klasse von zwei 40-Kanonen-Fregatten der spanischen Marine, die von 1796 bis 1818 in Dienst stand.

## Geschichte
Die Klasse wurde von dem Schiffbauingenieur Julián Martín de Retamosa entworfen und unter seiner Bauaufsicht im Marinearsenal von Ferrol gebaut. Sie stellt eine Weiterentwicklung der 40-Kanonen-Fregatten von Romero Landa aus den 1780er Jahren da. Die Schiffe führten als Advocaciones (Religiöse Namen) die Bezeichnungen Santa Mária Magdalena de Pacis und Santa Bárbara.

## Einheiten
| Name  | Bauwerft                             | Kiellegung        | Stapellauf        | Indienststellung | Verbleib |
| ----- | ------------------------------------ | ----------------- | ----------------- | ---------------- | --- |
| Flora | Reales Astilleros de Esteiro, Ferrol |                   | 19. Dezember 1795 | 1796             | Ab April 1812 in Montevideo außer Dienst und Nutzung als Gefängnishulk |
| Medea | Reales Astilleros de Esteiro, Ferrol | 27. November 1795 | 27. Januar 1797   | 1797             | Am 5. Oktober 1804 (Seegefecht bei Kap Santa Maria) durch die Royal Navy gekapert, als Iphigenia in Dienst; 1805 umbenannt in Imperieuse ab 1818 Nutzung als Lazarettschiff und 1838 verkauft |

## Technische Beschreibung
Die Klasse war als Batterieschiff mit einem durchgehenden Geschützdeck konzipiert und hatte eine Länge von 45,133 Metern  (Geschützdeck) bzw. 40,258 Metern (Kiel), eine Breite von 11,98 Metern und einen Tiefgang von 5,99 Metern. Sie waren Rahsegler mit drei Masten (Fockmast, Großmast und Kreuzmast). Der Rumpf schloss im Heckbereich mit einem Heckspiegel, in den eine Galerie integriert war, die in die seitlich angebrachte Seitengalerie mündete. Diese waren aus Repräsentationsgründen durch zeitspezifische Schnitzereien und Bildhauerarbeiten geschmückt. Die Beplankung war kraweel ausgeführt, das heißt, die Enden der Planken stießen stumpf aufeinander, so dass eine glatte Außenfläche entstand.
Die Bewaffnung bestand bei Indienststellung aus 40 Kanonen und zusätzlich 12 Drehbassen.
|                   | Batteriedeck            | Backdeck                                        | Achterdeck                 | Zusätzlich                | Geschütze (Geschossgewicht) |
| ----------------- | ----------------------- | ----------------------------------------------- | -------------------------- | ------------------------- | --------------------------- |
| Design            | 28 × 18-Pfünder-Kanonen | 2 × 8-Pfünder-Kanonen                           | 10 × 8-Pfünder-Kanonen     | 12 × 3-Pfünder-Drehbassen | 52 Geschütze (146,305 kg)   |
| 1803              | 28 × 24-Pfünder-Kanonen | 2 × 24-Pfünder-Haubitzen                        | 10 × 24-Pfünder-Haubitzen  | –                         | 40 Geschütze (220,838 kg)   |
| 1806 (Imperieuse) | 28 × 18-Pfünder-Kanonen | 2 × 9-Pfünder-Kanonen 2 × 32-Pfünder-Karronaden | 10 × 32-Pfünder-Karronaden | –                         | 42 Geschütze (277,995 kg)   |

## Bemerkungen
1. ↑  Bei der Berechnung des Gewichtes einer Breitseite kann es zu Unterschieden kommen, da in der damaligen Zeit ein Pfund, je nach Land, unterschiedliche Gewichtswerte hatte. Das spanische Libra hatte z. B. ein Gewicht von 460,08 Gramm, während das englische Pound ein Gewicht von 453,592 Gramm hatte.